# Bandera de Baja California Sur
La bandera del estado de Baja California Sur consiste en un rectángulo de color blanco con proporción de cuatro a siete entre anchura y longitud y en el centro el Escudo del Estado de Baja California Sur, colocado de tal forma que ocupe tres cuartas partes de la anchura. La bandera fue adoptada oficialmente el  de 2019 bajo el mando de Marcos Alberto Covarrubias Villaseñor, lo cual quedó estipulado en la Ley del Escudo, la Bandera y el Himno de Baja California Sur.

## Historia
La primera aparición de una bandera, fue cuando William Walker realizó su primera acción en la localidad de  La Paz en  Baja California, donde alzó una bandera que representaba el  Territorio de Baja California. Allí proclamó, el 3 de noviembre de 1853, que la  Baja California era libre, soberana e independiente. Después de una victoria sobre un pequeño contingente mexicano, la opinión a favor hacia la expedición creció en Estados Unidos.
La primera bandera del estado de Baja California Sur fue adoptada oficialmente en 2019, es un pendón blanco con el escudo de la entidad.

### Banderas históricas

Bandera de la República de Baja California (1853)
Bandera de la República de Sonora (1854)

### Evolución de la Bandera
| Evolución de la Bandera de Baja California Sur |                 |                                                                     |
| Años                                           | Bandera Estatal | Información relevante                                               |
| 2017 a la actualidad                           |                 | (4:7) Se aprueba de manera oficial la bandera como símbolo estatal. |